# Union sportive de Créteil handball
Maillots
Actualités
Dernière mise à jour : 1 août 2024.
L'Union sportive de Créteil handball est la section handball  de l'Union sportive de Créteil, club omnisports français basé à Créteil dans la banlieue sud-est de Paris. Créée en 1964, cette section est aujourd'hui présidée par Alain Bertholom et entraîné par Christophe Esparre. Promu en Championnat de France D1 au milieu des années 1980, il remporte un Championnat en 1989, deux Coupes de France en 1989 et 1997 et une Coupe de la Ligue en 2003. Malgré plusieurs participations en Coupe d'Europe, les années suivantes sont moins fastes et le club est relégué en 2010 en Proligue, le deuxième niveau national. Depuis, il oscille entre cette division et le bas de tableau de Starligue (D1).

## Histoire
La section handball du club omnisports de l'US Créteil (1936) est fondée en 1964. Après une dizaine de saisons au niveau départemental puis régional, l'USC accède une première fois au niveau national (N3) en 1974. Retour rapide en régional en 1975 puis installation en N3 de 1976 à 1982, puis en N2 de 1982 à 1984. Un titre de champion de France de N2 couronne cette période en 1984 mais le Championnat de France 1984-1985 passant de 16 à 10 clubs, le club n'est pas promu malgré sa première place et doit attendre la saison suivante pour atteindre le plus haut niveau national après avoir terminé premier de sa poule de N1B.
Grâce à la finale de la Coupe de France en 1987 perdue face à l'USM Gagny, également champion de France, le club obtient sa première qualification pour une coupe d'Europe en Coupe des coupes. L'expérience tournera court après l'élimination en huitième de finale face au club allemand du TV Großwallstadt
La saison 1988-1989 est la saison référence dans l'histoire du club. L'équipe entrainée par Sead Hasanefendić signe en effet le doublé coupe-championnat dans sa nouvelle salle inaugurée le 17 décembre 1988 et atteint la finale de la Coupe d'Europe des vainqueurs de coupe, perdue face aux Allemands du TUSEM Essen. La saison suivante, l'aventure en Coupe des clubs champions s'arrête en demi-finale. L'équipe s'appuyait alors sur Denis Tristant, Pascal Mahé, François-Xavier Houlet, Stéphane Huet et autres Mile Isaković. Cette génération dorée quitte le club entre 1989 et 1990, notamment attirée par les millions de l'OM Vitrolles. Ce transfert en masse, président Jean-Claude Tapie inclus, des Cristoliens vers le club marseillais est très mal vécu par les supporters et catastrophique pour le club en matière de résultats. D'ailleurs, si le club n'est pas relégué au terme de la saison 1993-1994, il le doit aux relégations administratives de Nîmes,  Villeurbanne et Vénissieux.

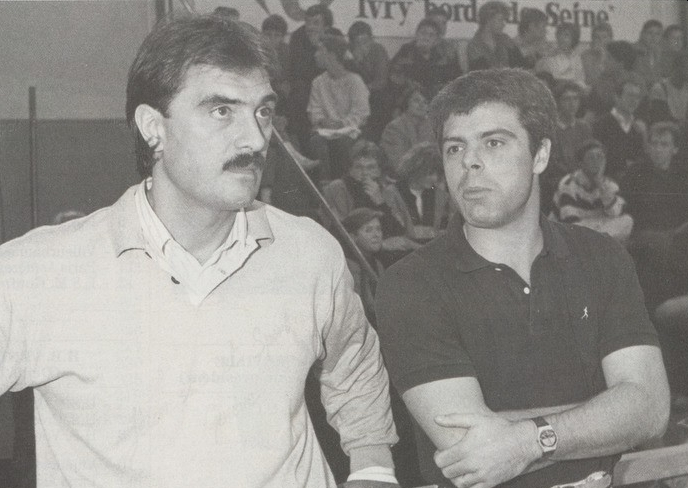
Sead Hasanefendić avec Thierry Anti en 1988.

L'intersaison  1994 est alors le temps des changements avec les départs d'Ermin Velić et de François-Xavier Houlet et les arrivées de Christian Gaudin, Guéric Kervadec, Patrick Lepetit, Jean-Jacques Cochard, du croate Zlatko Saračević et de l'entraîneur Thierry Anti. Sous la conduite de l'Anti, en poste jusqu'en 2005 après avoir été adjoint de Sead Hasanefendić lors de la saison 1988-1989, le club retrouve son rang en se qualifiant régulièrement pour les compétitions européennes, glanant au passage une Coupe de France en 1997 et la deuxième place en Championnat la même année. En 2003, le club joue même une nouvelle demi-finale européenne en Coupe Challenge (C4) et remporte la Coupe de la Ligue.
En 2004, Thierry Anti quitte l'USC pour rejoindre le Paris Handball. Il quitte le club sur une deuxième place en championnat. Jean-Luc Le Gall lui succède pendant deux saisons avec des résultats contrastés. À la peine en championnat, les Béliers brillent encore sur la scène continentale en accrochant leur quatrième demi-finale européenne.
Mile Isaković retrouve le chemin du Palais des sports Robert-Oubron en juillet 2006 en signant un contrat d'entraîneur pour deux saisons. Ce phénomène du handball yougoslave officia deux saisons sous les couleurs cristolliennes de 1988 à 1990.
Les dirigeants jettent ensuite leurs dévolus sur David Peneau, jusqu'alors entraineur du club de Pontault-Combault, en remplacement de Mile Isaković en fin de contrat et qui retourne se reposer chez lui en Serbie après son accident cardiaque de février 2008,. Sous la conduite de David Peneau, l'USC prend part à son ultime campagne européenne à ce jour, en 2008-2009 en EHF. Hasard du tirage au sort, la dernière sortie européenne des Cristoliens les opposent aux voisins d'Ivry. Ces derniers s'imposent largement à domicile ; Créteil ne parvient pas à inverser la tendance au match retour.
En 2010, l'US Créteil descend en Pro D2 mais n'y reste pas longtemps, sortant champion de France de Pro D2 avec à sa tête, Dragan Zovko. En fin de contrat, Dragan est remplacé par Benjamin Pavoni. L'ancien joueur cristolien prend donc la relève en LNH après avoir entraîné Pontault-Combault et le SM Vernon.
Malgré une première saison convaincante terminée à la 8e place et un effectif prometteur composé de jeunes plein d'espoir Hugo Descat, Quentin Minel et Jérémy Toto et de l'expérimenté Fabrice Guilbert, l'US Créteil ne parvient pas à se maintenir en D1 lors de la saison 2012/2013 et retrouve la ProD2 pour le compte de la saison 2013/2014.
Le 28 mars 2014, à l'issue de la 19e journée du championnat de la saison 2013/2014, et alors qu'il reste encore cinq matchs, le club est assuré de remonter en D1 la saison suivante et termine finalement invaincu avec 21 victoires et 3 matchs nuls.
Fort de cette bonne dynamique, les jeunes formés au club ayant acquis de l’expérience et des recrutements étant venu renforcer l’effectif, le club espère en début de saison jouer les troubles fêtes en championnat. Hélas, les résultats ne suivent pas (8 défaites, 3 nuls, 3 victoires) et le club se retrouve à une seule longueur du premier relégable. Benjamin Pavoni est par conséquent limogé au début de la trêve internationale et est remplacé par Christophe Mazel.
Grâce à leur belle saison l'année précédente, le club dispute deux matchs de coupe d'Europe lors de la saison 2016-2017. Terminant à la 13e place, ils descendent en Proligue. En 2017-2018, le club espère remonter immédiatement mais ne prend que la sixième place du championnat. Cet échec entraîne le départ de nombreux joueurs ainsi que de l’entraîneur Christophe Mazel qui est remplacé par Pierre Montorier. Deuxième de la saison régulière de Proligue avec 39 points, Créteil termine ainsi meilleure défense (moins de 25 buts encaissés par match) et invaincus à domicile (13 victoires en 13 matchs). L'USC dispute alors la phase finale de Proligue à Saint-Brieuc, le week-end du 18-19 mai 2019. Vainqueur de sa demi-finale, les Cristoliens obtiennent leur accession en D1, leur adversaire en finale, Chartres, ayant déjà obtenu l'autre ticket d'accession grâce à sa première place en saison régulière. Ainsi, la défaite d'un but en finale ne prête pas à conséquence.
De retour dans l'élite, la saison 2019/20 ne va pas à son terme pour cause de pandémie de Covid-19, alors que les Béliers sont derniers au classement. Néanmoins, la LNH décide que le championnat passe à seize clubs et Créteil est ainsi maintenu. La saison 2020/21 est également particulière puisque plusieurs matchs sont joués sans public à la suite des décisions gouvernementales face à la propagation du Covid-19. Avec le troisième plus petit budget du championnat, Pierre Montorier ne parvient pas à quitter les dernières places et prend ses distances avec le banc de Créteil à la trêve hivernale. L'intérim est alors assuré par Christophe Esparre, Franck Chupin et Dragan Počuča. Les succès s'enchaînent et Créteil parvient à obtenir son maintien peu avant la fin du championnat pour terminer à la douzième place.
À l'été 2021, l'Espagnol Fernando Barbeito, qui, en tant qu'adjoint de Xavi Pascual, vient de remporter avec le FC Barcelone la dixième Ligue des champions du club, devient entraîneur principal de l'USCHB. Les Val-de-Marnais connaissent la victoire dès le premier match contre Dunkerque, puis remporte des succès probants face à Montpellier ou encore Toulouse lui permettant de clore la saison 2021/22 à une belle onzième place. Côté départs, l'emblématique capitaine, formé au club, Boïba Sissoko quitte son équipe de toujours pour rejoindre l'USAM Nîmes Gard. Lors des deux saisons suivantes, le club est continuellement en lutte pour ne pas être relégué, terminant les deux fois à la quatorzième place.
En 2024, c'est Christophe Esparre, figure historique du club, qui est nommé entraîneur principal.

## Palmarès
| Compétitions européennes | Compétitions nationales |
| - Coupe des clubs champions (C1) - Demi-finaliste (1) : 1990 - Coupe des vainqueurs de coupe (C2) - Finaliste (1) : 1989 - Coupe de l'EHF (C3) - Demi-finaliste (1) : 2006 - Coupe Challenge (C4) - Demi-finaliste (1) : 2003 | - Championnat de France D1 - Champion (1) : 1989 - Vice-champion en 1988, 1997, 2004 - Championnat de France D2 - Champion (3) : 1984, 2011, 2014 - Vice-champion (2) : 1985 et 2019 - Coupe de France - Vainqueur (2) : 1989, 1997 - finaliste (3) : 1987, 1993 et 2003 - Coupe de la Ligue - Vainqueur (1) : 2003 - finaliste (2) : 2004 et 2008 |

## Résultats

### Bilan saison par saison
| Saison                                    | Championnat | Championnat | Coupe de France    | Coupe de la Ligue  | Coupe d'Europe*  |
| Saison                                    | Niveau      | Rang        | Coupe de France    | Coupe de la Ligue  | Coupe d'Europe*  |
| ----------------------------------------- | ----------- | ----------- | ------------------ | ------------------ | ---------------- |
| Division et classement inconnu avant 1982 |             |             |                    |                    |                  |
| 1982/1983                                 | 2           | Barrages    | Pas de compétition | Pas de compétition | NQ               |
| 1983/1984                                 | 2           | 1er         | Pas de compétition | Pas de compétition | NQ               |
| 1984/1985                                 | 2           | 2e          | 1er tour           | Pas de compétition | NQ               |
| 1985/1986                                 | 1           | 7e          | Demi-finale        | Pas de compétition | NQ               |
| 1986/1987                                 | 1           | 6e          | Finale             | Pas de compétition | NQ               |
| 1987/1988                                 | 1           | 2e          | Pas de compétition | Pas de compétition | C2 : 1/8 finale  |
| 1988/1989                                 | 1           | Champion    | Vainqueur          | Pas de compétition | C2 : Finale      |
| 1989/1990                                 | 1           | 4e          | ?                  | Pas de compétition | C1 : Demi-finale |
| 1990/1991                                 | 1           | 5e          | Demi-finale        | Pas de compétition | NQ               |
| 1991/1992                                 | 1           | 3e          | 1/4 finale         | Pas de compétition | NQ               |
| 1992/1993                                 | 1           | 10e         | Finale             | Pas de compétition | C3 : 1/4 finale  |
| 1993/1994                                 | 1           | 15e         | 1/4 finale         | Pas de compétition | NQ               |
| 1994/1995                                 | 1           | 5e          | 1/8 finale         | Pas de compétition | NQ               |
| 1995/1996                                 | 1           | 3e          | 1/16 finale        | Pas de compétition | NQ               |
| 1996/1997                                 | 1           | 2e          | Vainqueur          | Pas de compétition | C4 : 1/4 finale  |
| 1997/1998                                 | 1           | 11e         | 1/8 finale         | Pas de compétition | C2 : 1/16 finale |
| 1998/1999                                 | 1           | 9e          | 1/8 finale         | Pas de compétition | NQ               |
| 1999/2000                                 | 1           | 8e          | 1/16 finale        | Pas de compétition | NQ               |
| 2000/2001                                 | 1           | 3e          | Demi-finale        | Pas de compétition | NQ               |
| 2001/2002                                 | 1           | 4e          | Demi-finale        | Demi-finale        | C3 : 2e tour     |
| 2002/2003                                 | 1           | 3e          | Finale             | Vainqueur          | C4 : Demi-finale |
| 2003/2004                                 | 1           | 2e          | Pas de compétition | Finale             | C2 : 1/4 finale  |
| 2004/2005                                 | 1           | 4e          | 1/8 finale         | Demi-finale        | C1 : poules      |
| 2005/2006                                 | 1           | 7e          | 1/8 finale         | Demi-finale        | C3 : Demi-finale |
| 2006/2007                                 | 1           | 8e          | 1/8 finale         | 1/4 finale         | NQ               |
| 2007/2008                                 | 1           | 8e          | 1/4 finale         | Finale             | NQ               |
| 2008/2009                                 | 1           | 7e          | 1/8 finale         | 1/8 finale         | C3 : 1/8 finale  |
| 2009/2010                                 | 1           | 14e         | 1/8 finale         | 1/8 finale         | NQ               |
| 2010/2011                                 | 2           | 1er         | 1/16 finale        | NQ                 | NQ               |
| 2011/2012                                 | 1           | 8e          | 1/8 finale         | 1/4 finale         | NQ               |
| 2012/2013                                 | 1           | 13e         | 1/4 finale         | 1/4 finale         | NQ               |
| 2013/2014                                 | 2           | 1er         | 1/16 finale        | NQ                 | NQ               |
| 2014-2015                                 | 1           | 9e          | 1/4 finale         | 1/4 finale         | NQ               |
| 2015-2016                                 | 1           | 6e          | 1/16 finale        | 1/4 finale         | NQ               |
| 2016-2017                                 | 1           | 13e         | 1/4 finale         | 1/4 finale         | C3 : 1er tour    |
| 2017-2018                                 | 2           | 6e          | 1/16 finale        | 1er tour           | NQ               |
| 2018-2019                                 | 2           | 2e          | 1/16 finale        | 1er tour           | NQ               |
| 2019-2020                                 | 1           | 14e         | 1/4 finale         | 1/8 de finale      | NQ               |
| 2020-2021                                 | 1           | 12e         | non qualifié       | Pas de compétition | NQ               |
| 2021-2022                                 | 1           | 11e         | 1/32 finale        | 1/4 finale         | NQ               |
| 2022-2023                                 | 1           | 14e         | 1/8 de finale      | Pas de compétition | NQ               |
| 2023-2024                                 | 1           | 14e         | 1/8 de finale      | Pas de compétition | NQ               |
| 2024-2025                                 | 1           | à venir     | 1/16 finale        | Pas de compétition | NQ               |

* Légende : C1=Coupe des Clubs Champions/Ligue des champions ; C2=Coupe des vainqueurs de coupe ;
* Légende : C3= Coupe de l'IHF/EHF ; C4=Coupe des Villes/Coupe Challenge ;  NQ : Non Qualifié

## Personnalités liées au club

### Joueurs
Deux joueurs du club ont terminé meilleur buteur du Championnat de France :
- Andrzej Tłuczyński (pl) meilleur buteur en 1985-1986 et en 1987-1988, au club de 1984 à 1988
- Pepi Manaskov meilleur buteur en 1992-1993, au club de 1991 à 1993

De plus, cinq joueurs du club ont été élu parmi les meilleurs handballeurs de l'année en France :
- Nicolas Lemonne, élu meilleur gardien de but en 2000-2001, au club de 2000 à 2009 ;
- Frédéric Louis, élu meilleur arrière droit en 2002-2003, au club de 1995 à 1998 et de 2000 à 2005 ;
- Guéric Kervadec, élu meilleur pivot en 2002-2003 et en 2003-2004 et meilleur défenseur en 2004-2005, au club de 1994 à 1997 et de 2002 à 2010;
- Hugo Descat,  élu meilleur espoir en 2011-2012, au club de 2007 (formé au club) à 2017 ;
- Nedim Remili, élu meilleur espoir et meilleur arrière droit en 2015-2016, au club de 2005 (formé au club) à 2016.

Parmi les autres joueurs qui ont marqué le club, on trouve (par ordre alphabétique) :
- Joël Abati : 1995-1997
- Nerijus Atajevas : 2006-2012
- Marc-Henri Bernard : 1985-1990 et 1992-1993
- Hassen Bouaouli : au moins 1985-1991
- René Colafranceschi : années 1980
- Stéphane Cordinier : ?-1993 (formé au club)
- Philippe Desroses : ?-1992
- Yoann Gibelin : 2017-2022 (formé au club)
- Christophe Esparre : 1988-1992
- Christian Gaudin : 1994-1995
- Benoît Henry : 1999-2009
- François-Xavier Houlet : 1987-1990, 1994, 1996-1997
- Stéphane Huet : 1986-1990
- Mile Isaković : 1988-1991
- Ewan Kervadec : 2016-2021 (formé au club)
- Patrick Lepetit : 1994-1998
- Yannick Limer : 2000-2012
- Pascal Mahé : 1985-1992
- Uroš Mitrović (en) : 2009-2012
- Quentin Minel : 2009-2016 (formé au club)
- Pierre Montorier : 2011-2014
- Mohamed Mokrani : 2015-2017
- Olivier Nyokas : 2009-2014
- Eremia Pîrîianu : 2005-2008
- Frédéric Perez : 1988-1992
- Dragan Počuča : 2002-2004 et 2013-2015
- Kamel Remili : années 1980/90
- Pierre-Yves Rigault : 2001-2009
- Mickaël Robin : 2016-2021
- Zlatko Saračević : 1994-1995
- Philippe Schaaf : 1989-1992
- Boïba Sissoko : 2002-2022 (formé au club)
- Ivan Stanković : 2011-2014
- Mate Šunjić : 2013-2017
- Denis Tristant : 1988-1992
- Muhamed Toromanović : 2014-2018
- / Ermin Velić : 1989-1990 et 1991-1994

### Entraîneurs
La liste des entraîneurs est
- Alain Nicaise[21] : 1981 à 1987
- Claude Galland[21] : 1987 à janvier 1988
- Sead Hasanefendić et  Thierry Anti : 1987 à 1989
- Branislav Pokrajac : 1989 à 1991
- Bernard Boutellier : 1991 à 1992
- Christophe Esparre : 1992[22] à 11/1993
- Bernard Boutellier : 11/1993[23] à 1994
- Thierry Anti : 1994 à 2004
- Jean-Luc Le Gall : 2004 à 2006
- Mile Isaković : 2006 à 2008
  -  C. Esparre : intérim en février et mars 2008[22]
- David Peneau : 2008 à février 2010
- Dragan Zovko : de février 2010 à 2011
- Benjamin Pavoni : de 2011 à décembre 2014
- Christophe Mazel : de janvier 2015 à 2018
- Pierre Montorier : de 2018 à janvier 2021[24]
- Christophe Esparre : de janvier à juin 2021 (intérim)[24]
- Fernando Barbeito : de 2021[24] à 2024
- Christophe Esparre : depuis 2024[25].

### Dirigeants
Parmi les dirigeants du club, on trouve :
- Jean-Claude Tapie : président 1987 à 1990
- Pierre Lentier : président de 1999 à 2010
- Kamel Remili : directeur général depuis 2003
- Jean-Luc Druais : président de 2010 à 2017
- Guéric Kervadec : dirigeant 2010-2013
- Éric Poignant : président de 2017 à 2022
- Alain Bertholom : président depuis 2022

## Image et couleurs du club

### Couleurs du club
Les couleurs historiques du club sont celles du club omnisports, le bleu et le blanc. Par la suite, le bleu devient plus clair pour devenir bleu ciel. Depuis quelques années, le jaune des couleurs de la ville avec le bleu a fait son apparition. Aujourd'hui, le club évolue à domicile avec une tenue bleu marine et bleu ciel. 

### Historique du logo

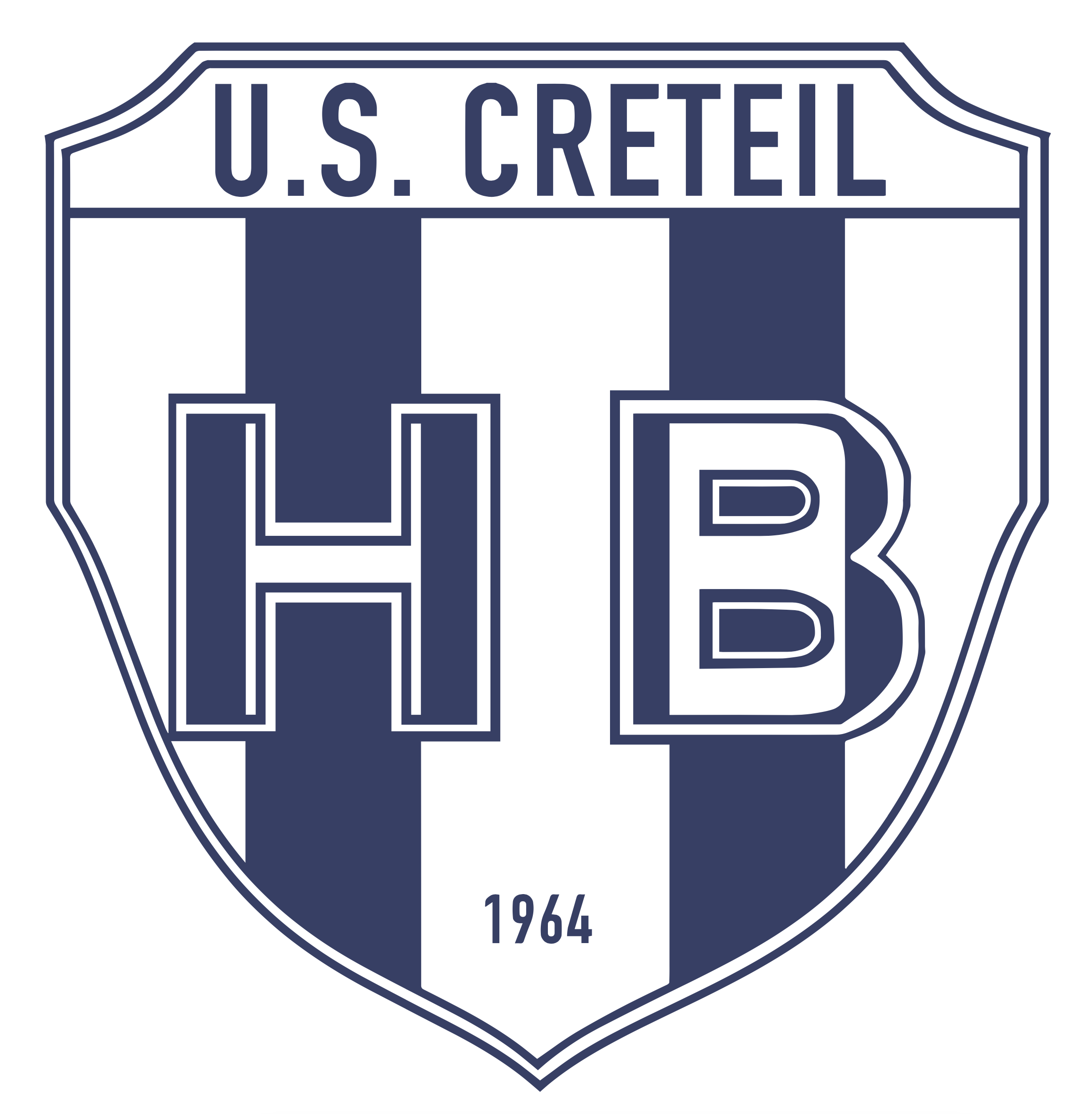
1er logo de l'US Créteil Handball
Logo du club omnisports d'avant 2006.
Logo de 2006 à 2013.
Logo de 2013 à 2015.
Logo depuis 2015.
Logo pour les 60 ans du club.

### Équipementiers
- jusqu'au milieu des années 1980 : Kopa Heurtefeu
- fin des années 1980-début des années 2000 : Adidas
- 2002-2010 : Asics
- 2011-2014 : Puma
- 2014-2020 : Kappa
- depuis 2020 : Hummel

## Équipe féminine
L'US Créteil est vice-championne de France de deuxième division lors de la saison 1986-1987.
L'équipe évolue dans l'élite lors des saisons 1987-1988 et 1988-1989.